# الظهر (القفر)

تعديل مصدري - تعديل

الظهر محلة تابعة لقرية الحصن والقلعة، التابعة لعزلة الكرابة بمديرية القفر إحدى مديريات محافظة إب في الجمهورية اليمنية.، بلغ تعداد سكانها 168 نسمة حسب تعداد اليمن لعام 2004.